# Saúl Rivero
Saúl Lorenzo Rivero Rocha (Montevidéu, 23 de julho de 1954 – 2 de julho de 2022) foi um treinador e futebolista uruguaio que atuava como meio-campista.

## Carreira

### Como futebolista
Rivero jogou entre 1971 e 1986, tendo atuado por Liverpool, Atlético Español (México), Peñarol, River Plate e Wollongong Wolves (Austrália), onde encerrou a carreira de atleta aos 32 anos.
Pela Seleção Uruguaia, foram 9 jogos entre 1974 e 1976, tendo feito parte da equipe que disputou a Copa América de 1975 quando a Celeste Olímpica chegou até a semifinal.

### Como treinador
Pouco depois de se aposentar, Rivero iniciou a carreira de técnico no Nacional, entre 1987 e 1988. Neste último ano, comandou o Progreso na campanha que levou o Gaucho del Pantanoso ao título nacional em 1989, tendo uma segunda passagem pelo clube em 2006.
Treinou ainda The Strongest|, FAS, Águila, Isidro Metapán, San Salvador, Luis Ángel Firpo, Frontera Rivera, Uruguay Montevideo, Torque e Xelajú,sua última equipe como treinador.

## Morte
Rivero faleceu em 2 de julho de 2022, aos 67 anos.

## Títulos

### Como jogador
Peñarol
- Campeonato Uruguaio: 1982
- Copa Libertadores da América: 1982
- Copa Intercontinental: 1982

Atlético Español
- Liga dos Campeões da CONCACAF: 1975

### Como treinador
Nacional
- Copa Libertadores da América: 1988
- Copa Intercontinental: 1988

Progreso
- Campeonato Uruguaio: 1989

FAS
- Campeonato Salvadorenho: 1994–95, 1995–96

Águila
- Campeonato Salvadorenho: Apertura 1999, Apertura 2000, Clausura 2001

Torque
- Segunda División Amateur: 2012[7]